# ذي فريع (العدين)

تعديل مصدري - تعديل

ذي فريع محلة تابعة لقرية الجازعة، التابعة لعزلة السارة بمديرية العدين إحدى مديريات محافظة إب في الجمهورية اليمنية، بلغ تعداد سكانها 115 حسب تعداد اليمن لعام 2004.